# Broke
Broke é o segundo álbum de estúdio da banda Hed PE, lançado a 22 de Agosto de 2000.
O disco possui uma sonoridade mais de rock clássico e influências de world music, e inclui as participações especiais de Serj Tankian da banda System of a Down e de Morgan Lander da banda Kittie.
O disco atingiu o nº 63 da Billboard 200, enquanto o primeiro single "Bartender", atingiu o nº 23 da Billboard Mainstream Rock Tracks e o nº 27 da Modern Rock Tracks. O videoclipe de "Killing Time", foi produzido para a promoção do filme 3000 Miles to Graceland, que serviu de banda sonora.
| Críticas profissionais                                                      | Críticas profissionais |
| Avaliações da crítica                                                       | Avaliações da crítica  |
| Fonte                                                                       | Avaliação              |
| --------------------------------------------------------------------------- | ---------------------- |
| allmusic                                                                    | [ 4 ]                  |
| Rolling Stone                                                               | [ 5 ]                  |
| Esta tabela precisa de ser acompanhada por texto em prosa. Consulte o guia. |                        |

## Faixas
1. "Killing Time" (J. Shaine, W. Geer, M. Young) - 3:55
2. "Waiting to Die" (J. Shaine, W. Geer, C. Benekos) - 3:15
3. "Feel Good" (com Serj Tankian e Morgan Lander) J. Shaine, W. Geer, C. Benekos) - 4:15
4. "Bartender" (J. Shaine, W. Geer, C. Benekos) - 4:01
5. "Crazy Legs" (J. Shaine, W. Geer, M. Young) - 4:04
6. "Pac Bell" (J. Shaine, C. Benekos, W. Geer, M. Young, B. Vaught, D. Boyce) - 4:54
7. "I Got You" (J. Shaine, W. Geer, M. Young) - 3:44
8. "Boom (How You Like That)" (J. Shaine, W. Geer, D. Boyce) - 3:56
9. "Swan Dive" (J. Shaine, W. Geer, C. Benekos) - 3:35
10. "Stevie" (J. Shaine, W. Geer, C. Benekos) - 3:32
11. "Jesus (of Nazareth)" (J. Shaine, W. Geer, M. Young) - 5:35
12. "The Meadow" (J. Shaine, C. Benekos, W. Geer) - 9:31

## Créditos
- M.C.U.D. — Vocal
- Mawk — Baixo
- Wesstyle — Guitarra
- Chizad — Guitarra, vocal
- B.C. — Bateria, percussão
- DJ Product ©1969 — DJ